# Мунячковиці
Мунячковиці (пол. Muniaczkowice) — село в Польщі, у гміні Конюша Прошовицького повіту Малопольського воєводства.
Населення — 245 осіб (2011).
У 1975-1998 роках село належало до Краківського воєводства.

## Демографія
Демографічна структура станом на 31 березня 2011 року:
|          | Загалом | Допрацездатний вік | Працездатний вік | Постпрацездатний вік |
| -------- | ------- | ------------------ | ---------------- | -------------------- |
| Чоловіки | 126     | 26                 | 84               | 16                   |
| Жінки    | 119     | 30                 | 64               | 25                   |
| Разом    | 245     | 56                 | 148              | 41                   |